# Saint-Sulpice-en-Pareds
Saint-Sulpice-en-Pareds – miejscowość i gmina we Francji, w regionie Kraj Loary, w departamencie Wandea. Nazwa miejscowości pochodzi od imienia św. Sulpicjusza.
Według danych na rok 1990 gminę zamieszkiwało 378 osób, a gęstość zaludnienia wynosiła 28 osób/km² (wśród 1504 gmin Kraju Loary Saint-Sulpice-en-Pareds plasuje się na 925. miejscu pod względem liczby ludności, natomiast pod względem powierzchni na miejscu 848.).